# Hilshire Village
Hilshire Village város az Amerikai Egyesült Államok Texas államában, Harris megyében. Lakosainak száma 816 fő (2020. április 1.).

## Népesség
A település népességének változása:

| 2010 | 746 |
| 2020 | 816 |